# Polaincourt-et-Clairefontaine
Polaincourt-et-Clairefontaine é uma comuna francesa na região administrativa de Borgonha-Franco-Condado, no departamento de Alto Sona. Estende-se por uma área de 21,4 km². Em 2010 a comuna tinha 705 habitantes (densidade: 32,9 hab./km²).